# Sân bay Biên Hòa
Sân bay Biên Hòa hay Căn cứ không quân Biên Hòa là một sân bay quân sự nằm ở thành phố Biên Hòa, tỉnh Đồng Nai, cách Thành phố Hồ Chí Minh 30 km. Sân bay Biên Hòa từng là căn cứ không quân của Không lực Việt Nam Cộng Hòa và Không lực Hoa Kỳ trong giai đoạn Chiến tranh Việt Nam.
Sau ngày 30 tháng 4 năm 1975, sân bay Biên Hòa được Không quân Nhân dân Việt Nam tiếp quản sử dụng.
Đơn vị đóng quân: Trung đoàn Không quân tiêm kích 935 (Đoàn Biên Hòa) trực thuộc Sư đoàn Không quân 370 với biên chế trang bị sẵn sàng chiến đấu: tiêm kích đa năng Su-30MK2V (đóng vai trò chủ lực), một số cường kích A-37, tiêm kích hạng nhẹ F-5 (không còn hoạt động và được niêm phong)